# Frontenhausen

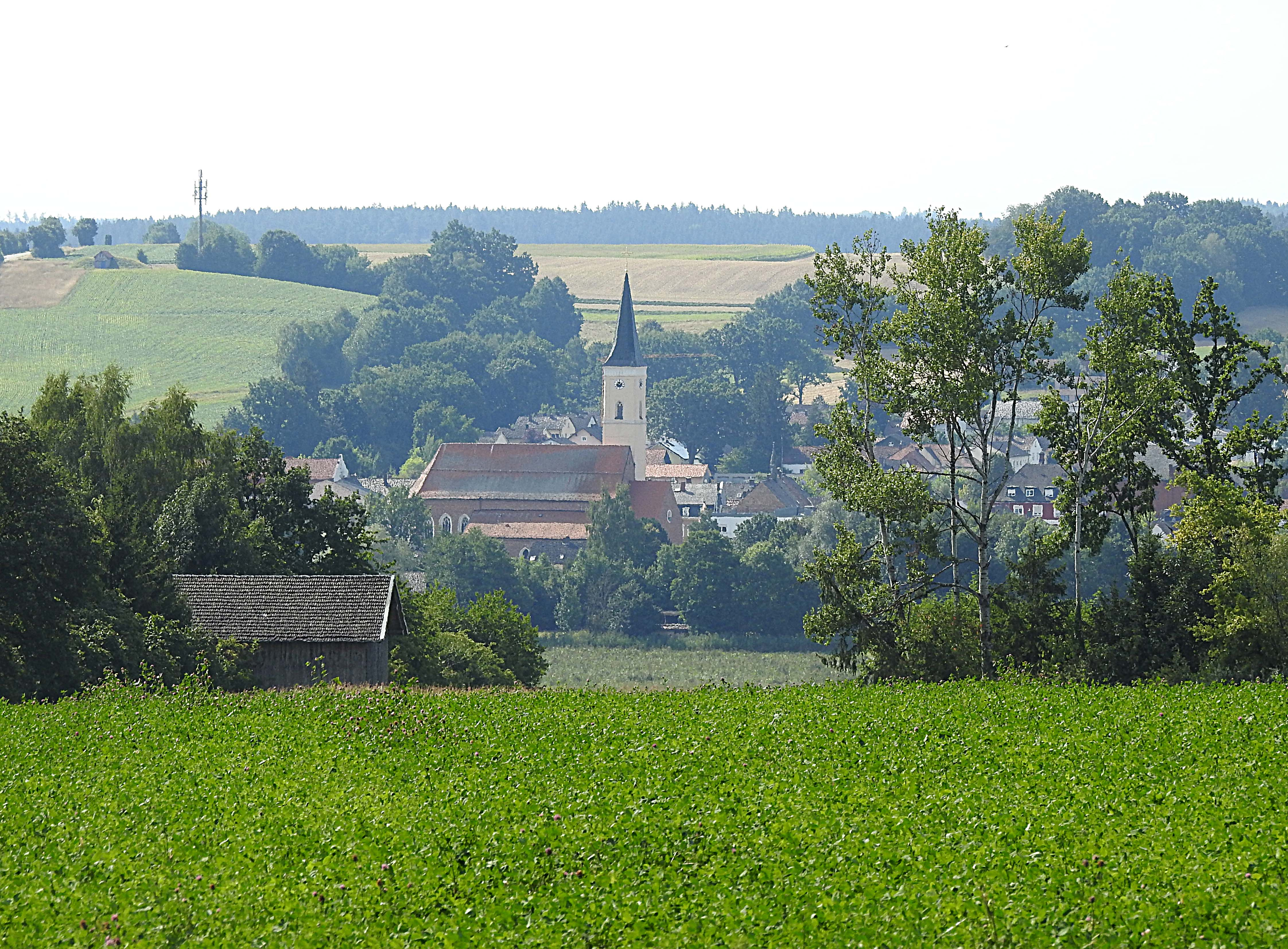
Frontenhausen von Norden

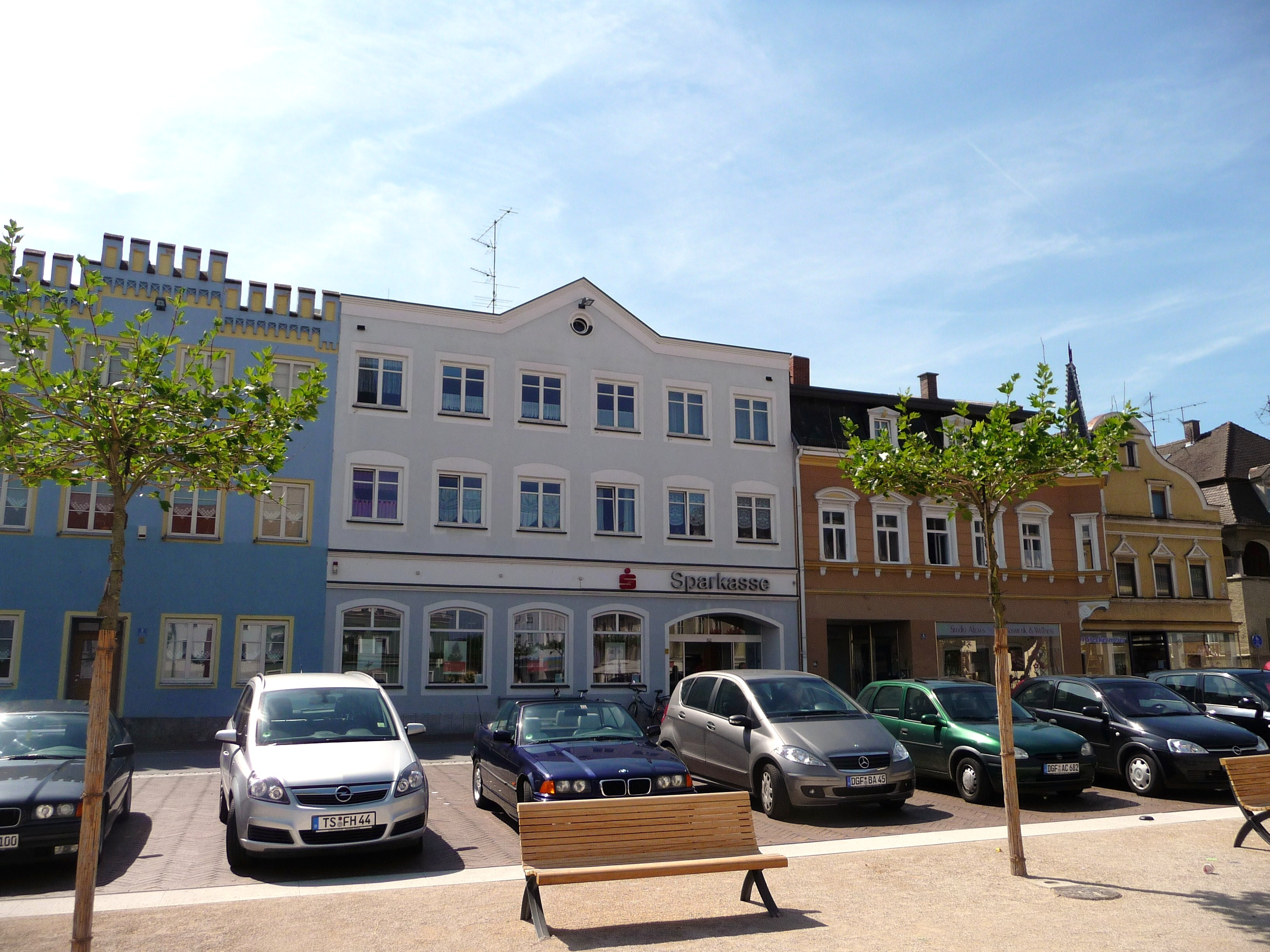
Bürgerhäuser am Marktplatz

Frontenhausen ist ein Markt im niederbayerischen Landkreis Dingolfing-Landau.

## Geografie

### Lage und Klima
Der Ort liegt im Vilstal etwa zehn Kilometer südlich der Kreisstadt Dingolfing. Unweit des Ortes liegt das Naherholungsgebiet Vilstalstausee. Frontenhausen liegt an der von Schwemmwiesen umgebenen Vils zwischen Isar- und Rottal. Das Klima ist typisch mitteleuropäisch.

### Gemeindegliederung
Es gibt 38 Gemeindeteile (in Klammern ist der Siedlungstyp angegeben):
- Aign (Einöde)
- Altenkirchen (Weiler mit Kirche)
- Bach (Einöde)
- Berg (Einöde)
- Bertensdorf (Dorf)
- Biegendorf (Dorf)
- Bircha (Einöde)
- Eiselsdorf (Weiler)
- Feldmühle (Einöde)
- Friedersdorf (Weiler)
- Frontenhausen (Hauptort)
- Fuchsberg (Einöde)
- Gaiswang (Einöde)
- Geisbruck (Einöde)
- Georgenschwimmbach (Kirchdorf)
- Grub (Einöde)
- Grubwinkl (Einöde)
- Grund (Einöde)
- Haag (Einöde)
- Lichtenegg (Einöde)
- Loitersdorf (Kirchdorf)
- Moospoint (Einöde)
- Moselding (Einöde)
- Ödgarten (Weiler)
- Oed (Einöde)
- Rampoldstetten (Weiler mit Kirche)
- Reisach (Weiler)
- Rieglöd (Einöde)
- Sandöd (Einöde)
- Schaufl (Einöde)
- Schern (Einöde)
- Schwaige (Weiler)
- Sonnleiten (Einöde)
- Wachlkofen (Weiler)
- Waldfried (Siedlung)
- Wettersdorf (Weiler mit Kirche)
- Witzeldorf (Kirchdorf)
- Wollöd (Einöde)

Es gibt die Gemarkungen Frontenhausen und Rampoldstetten.

## Geschichte

### Vorzeit
Eine Ansiedlung lässt sich bis in vorgeschichtliche Zeit nachweisen. So befinden sich Funde von gejagten Vorzeit-Elefanten (Deinotherien) im Münchner Museum „Mensch und Natur“. Aus Funden in der Umgebung kann man schließen, dass bereits vor 4000 Jahren in der Jungsteinzeit erste Siedlungen bestanden. Seit der Bronzezeit ist eine Besiedlung durch Funde belegt, ebenso in der Keltenzeit, was eine kontinuierliche Besiedlung seit der Römerzeit nahelegt.

### Mittelalter
Vage Hinweise um 800 weisen mit „Häuser des Franto“ auf die Ursprünge des Namens hin, und die erste urkundliche Erwähnung der Grafen von Frontenhausen findet sich um 1100. Ab etwa 1180 diente das neu erbaute Schloss zu Teisbach als Sitz der Grafschaft. 1226 erlosch mit dem Tod des 1204 zum Bischof von Regensburg gewählten Konrad IV. von Frontenhausen das Grafengeschlecht. Das Marktrecht wurde 1386 von Friedrich, Pfalzgraf bei Rhein und Herzog in Bayern verliehen. Weiterhin besaß Frontenhausen eine Stadtmauer mit Stadttoren. 1423 wurde die Ringmauer fertiggestellt, deren Verlauf noch nachvollzogen werden kann und deren letztes der drei Tore 1903 abgebrochen wurde.

### Neuzeit
Im Südwesten des Marktes befindet sich die sogenannte „Römerschanze“. Hierbei handelt es sich jedoch nicht um ein römisches Castrum, sondern eine Abwehranlage, die im Zuge des Dreißigjährigen Krieges zum Schutz vor marodierenden (unter anderem schwedischen) Milizen errichtet wurde. In dem Areal, das heute komplett bewaldet ist, lässt sich noch das Grundprinzip eines Grabens mit Schutzwall um eine Ebene erkennen. 1536, 1738 und 1770 richteten Brände große Schäden im Ort an.
Die Marktgemeinde in ihrer heutigen Form wurde durch das bayerische Gemeindeedikt 1818 begründet. Zu Frontenhausen gehörten auch die Orte Auerberg, Feldmühle und Waldfried.
In den 1950er Jahren wurde der bedeutende Pfarrhof abgerissen, der zu der im Landshuter Stil gotischen, dann barockisierten und schließlich neugotisch abgewandelten Kirche gehörte. Im Rahmen der Kreisgebietsreform in Bayern wurde Frontenhausen am 1. Juli 1972 vom Landkreis Vilsbiburg in den Landkreis Untere Isar, der am 1. Mai 1973 den Namen Landkreis Dingolfing-Landau erhielt, umgegliedert. Die 1978 gegründete Verwaltungsgemeinschaft Frontenhausen wurde 1980 wieder aufgelöst.
Auf einer Anhöhe in Altenkirchen erhebt sich die ehemalige Wallfahrtskirche St. Corona, in der im Mai heute noch die Wallfahrer, die von Regensburg nach Altötting pilgern, häufig eine kurze Rast einlegen.
Eine Sanierung des Ortskerns konnte erst nach der Freigabe der Ortsumgehung 2002 geplant werden und führte ab 2007 zu einer weitgehenden Umgestaltung des Marktplatzes und seiner Umgebung. Es entsteht am neu errichteten Kreisverkehr ein Gewerbegebiet. An den Ortsrändern befinden sich Gewerbeflächen und seit Mitte der 1990er Jahre im Südwesten ein familienfreundliches Neubaugebiet.
Überregionale Bekanntheit erlangte der Ort auch durch die mittlerweile neun Verfilmungen der Eberhofer-Krimis von Rita Falk (siehe Film und Fernsehen). Frontenhausen wurde von der Autorin als der Ort bezeichnet, der am meisten Ähnlichkeiten mit dem fiktiven Ort Niederkaltenkirchen aufweist. Der Kreisverkehr, der in den Verfilmungen prominent zu sehen ist, trägt seit dem 8. August 2018 offiziell den Namen Franz-Eberhofer-Kreisel.

### Eingemeindungen
Im Zuge der Gebietsreform in Bayern wurde am 1. Mai 1978 die Gemeinde Rampoldstetten eingegliedert. Aus der Gemeinde Aham wurde ebenfalls am 1. Mai 1978 Loitersdorf in den Markt Frontenhausen umgegliedert.

### Einwohnerentwicklung
Im Zeitraum 1988 bis 2018 wuchs der Markt von 3211 auf 4674 um 1463 Einwohner bzw. um 45,6 % – der höchste prozentuale Zuwachs im Landkreis im genannten Zeitraum.

## Politik

### Bürgermeister
Erster Bürgermeister seit dem 1. Mai 2014 ist Franz Gassner (CSU), sein Stellvertreter ist Bürgermeister Franz Wimmer (CSU).

### Gemeinderat
Dem Gemeinderat gehören der Erste Bürgermeister und 16 Gemeinderäte an. Die Sitzverteilung der drei vergangenen Wahlen (2008, 2014 und 2020) war wie folgt:
| Partei / Liste | 0Sitze0 2020 | Stimmenanteil 2020 |   | Sitze 2014 | Sitze 2008 |
| CSU            | 8            | 49,6 %             | 8 | 8          |            |
| FWG*           | 4            | 24,2 %             | 4 | 4          |            |
| SPD            | 1            | 6,8 %              | 1 | 2          |            |
| RL**           | 2            | 15,9 %             | 2 | 2          |            |
| JBF***         | –            | –                  | 1 | 0          |            |
| AfD            | 1            | 3,5 %              | 0 | –          |            |

* Frontenhausener Wählergemeinschaft    
** Rampoldstettner Liste    
*** Junge Bürger Frontenhausen

### Wappen
| Wappen von Frontenhausen | Blasonierung: „In Blau ein silbernes Haus in perspektivischer Seitenansicht mit rotem Dach, darauf goldene Kugeln.“ |
| Wappen von Frontenhausen | Wappenbegründung: Das Haus mit dem hohen Dach ist ein für den Ortsnamen redendes Bild, das schon auf dem ältesten, in Abdrucken seit 1491 bekannten Siegel aus dem frühen 15. Jahrhundert zu erkennen ist. Statt der Kugeln finden sich manchmal Kreuze oder Windfahnen auf dem Dach, seit dem 16. Jahrhundert auch zur Haustür führende Treppenstufen. Die heutige Tingierung orientiert sich an der Darstellung von Hans Mielich (1565). |

## Kultur und Sehenswürdigkeiten

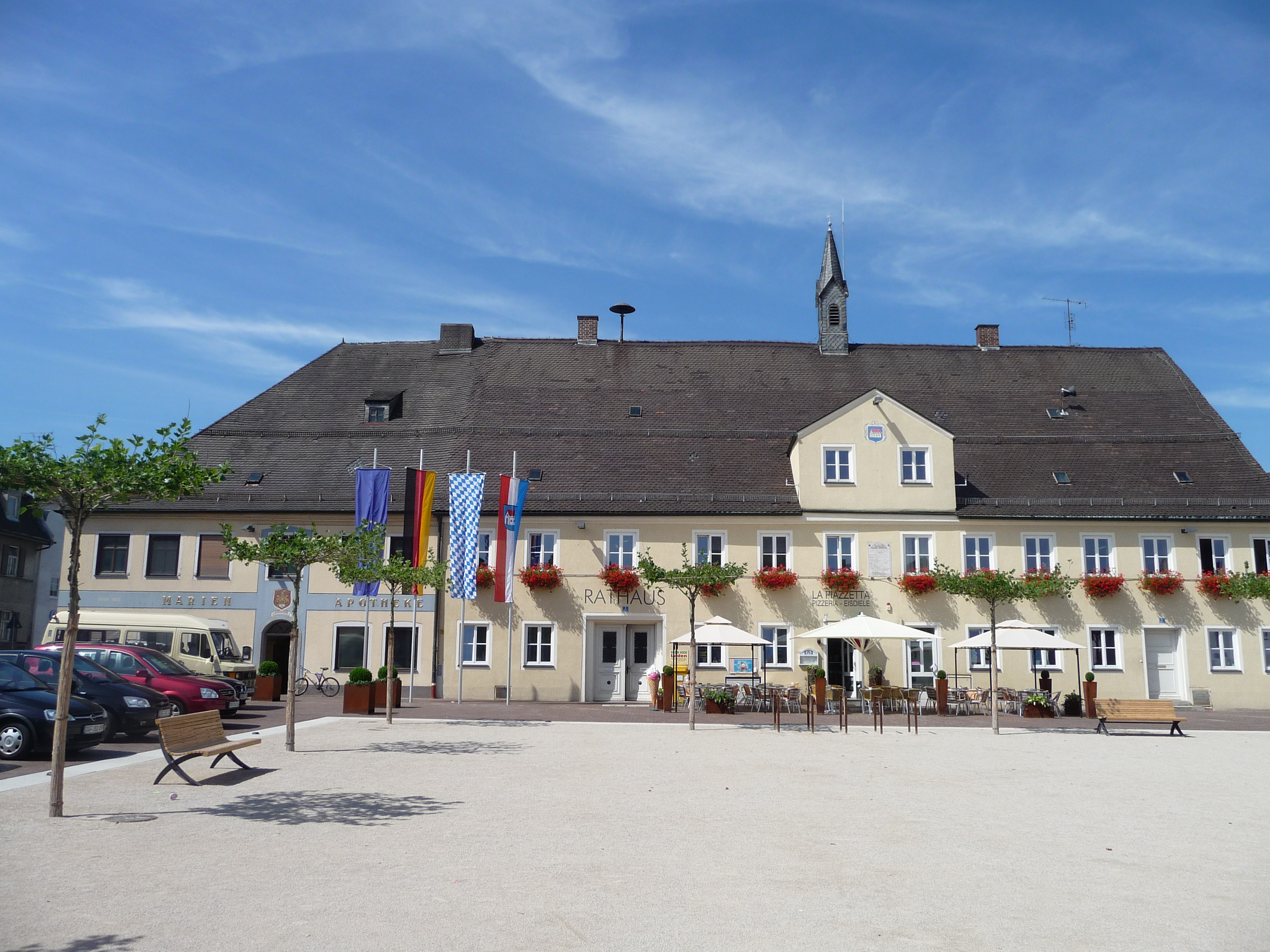
Der Gebäudetrakt aus Rathaus und Marienapotheke am Marktplatz

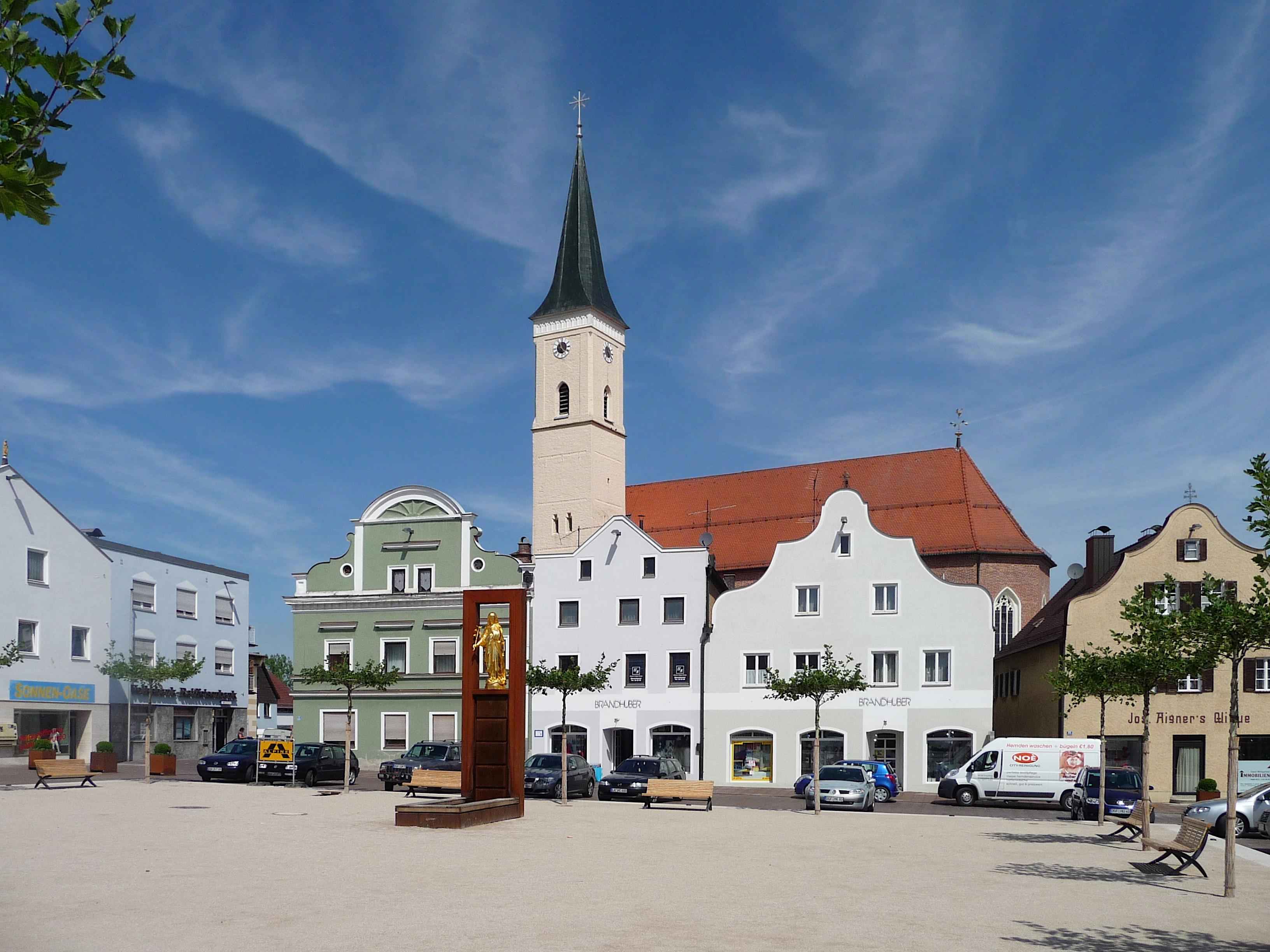
Der Marktplatz mit Marienstatue und Pfarrkirche St. Jakob

Kabarettveranstaltungen, ein Töpfermarkt und lokale Aktivitäten von über 50 Vereinen zeugen von lebendigem Gemeindeleben.

### Grünflächen und Naherholung
Das agrarisch geprägte Naherholungsgebiet „Mittleres Vilstal“ bietet Freizeitmöglichkeiten für Wanderer, Radfahrer, Reiter, Segler und Surfer.

### Bauwerke
- Den Mittelpunkt des Ortes bildet der fast quadratische Marienplatz mit der goldenen Marienstatue aus dem 19. Jahrhundert – errichtet im Jahr 1874. Die Bauten stammen aus dem 18. bis 20. Jahrhundert, behäbige Bürgerhäuser mit meist geschweiften oder zinnenförmigen Treppengiebeln. An der Westseite befindet sich ein langer Gebäudetrakt mit Walmdach aus dem 18. Jahrhundert, bestehend aus Rathaus und Marienapotheke. Im Rahmen der Marktplatzsanierung 2009 wurde die Marienstatue in einen Brunnen integriert. Hierzu war ein Künstlerwettbewerb ausgeschrieben worden.
- Die Pfarrkirche St. Jakob ist eine spätgotische dreischiffige Pseudobasilika. Sie wurde 1536 nach einem Ortsbrand wiederhergestellt und im 17. und 20. Jahrhundert verändert. Sie besitzt ein Rippengewölbe und eine vorwiegend neugotische Ausstattung aus der Mitte des 19. Jahrhunderts. Anselm Sickinger schuf 1854 bis 1858 die Altäre.
- Dominiert von der höherfundamentierten gotischen Kirche St. Jakob finden sich Baudenkmäler aus unterschiedlichster Zeit. Neben auf gotischem Ursprung beruhenden Bürgerhäusern und typisch niederbayerischen Bauernanwesen finden sich in der Eggergasse horizontal geteilte Kleinstanwesen von Tagelöhnern vor 150 Jahren, Prachtbauten aus der Gründerzeit (Feldmühle), Reste von frühen Industriebauten (Röhrl-Brauerei) oder auch die im Jugendstil 1905 erneuerte Brauereigaststätte „Zur Post“ mit dem Postsaal.

### Theater
Bekannt ist der Kabarett-Verein „Kom(m)Postler“, der Frontenhausen mit seinem Kleinkunstpreis Vils-Laus ein paar Mal im Jahr zu einiger Bedeutung verhilft. So spielten Dieter Hildebrandt, Bruno Jonas, Michael Altinger und viele andere mehrmals in Frontenhausen.

### Film und Fernsehen
Der Ort Frontenhausen diente als Filmkulisse folgender bayerischer Komödien:
- Grenzverkehr (2005), Regie Stefan Betz

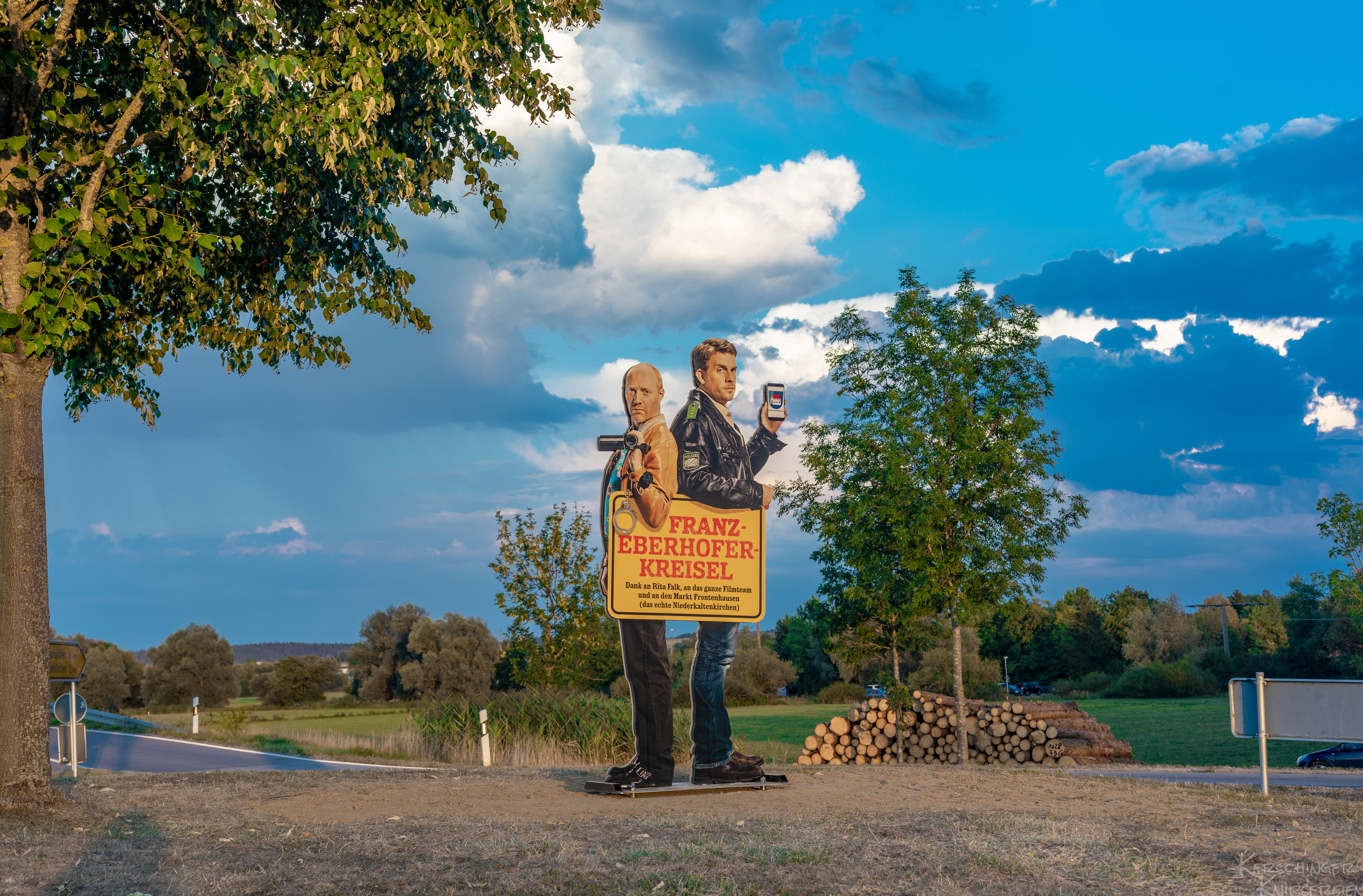
Franz-Eberhofer-Kreisel in Frontenhausen

In den Verfilmungen der Provinzkrimis der Autorin Rita Falk dient Frontenhausen als Filmkulisse für den fiktiven niederbayerischen Ort Niederkaltenkirchen.
- Dampfnudelblues (2013), Regie Ed Herzog, Literaturvorlage Rita Falk
- Winterkartoffelknödel (2014), Regie Ed Herzog, Literaturvorlage Rita Falk
- Schweinskopf al dente (2016), Regie Ed Herzog, Literaturvorlage Rita Falk
- Grießnockerlaffäre (2017), Regie Ed Herzog, Literaturvorlage Rita Falk
- Sauerkrautkoma (2018), Regie Ed Herzog, Literaturvorlage Rita Falk
- Leberkäsjunkie (2019), Regie Ed Herzog, Literaturvorlage Rita Falk
- Kaiserschmarrndrama (2021), Regie Ed Herzog, Literaturvorlage Rita Falk
- Guglhupfgeschwader (2022), Regie Ed Herzog, Literaturvorlage Rita Falk
- Rehragout-Rendezvous (2023), Regie Ed Herzog, Literaturvorlage Rita Falk

### Töpfermarkt
Seit 1982 findet jedes Wochenende nach Fronleichnam der Frontenhausener Töpfermarkt statt. Als „Haferlmarkt“ gestartet, bietet er heute für über 5.000 Besucher einen Überblick über Keramikkunst von Raku-Keramik bis Porzellan.

### Verkehr

#### Bahnverkehr
Der Bahnhof Frontenhausen-Marklkofen liegt an der Bahnstrecke Mühldorf–Pilsting und bildete seit der Stilllegung des Streckenabschnitts Frontenhausen-Marklkofen–Pilsting zum 13. Dezember 1969 den nördlichen Endpunkt der Strecke. Zuletzt fand darauf nur Güterverkehr statt. Der Streckenabschnitt wurde 2010 von der Rhein-Sieg-Eisenbahn (RSE) gepachtet. Da der Instandhaltungsrückstand die Betriebssicherheit gefährdete, musste die RSE die Strecke zum 9. Oktober 2017 sperren. Mit Wirkung vom 22. Mai 2018 wurde die Strecke durch das Bayerische Staatsministerium für Wohnen, Bau und Verkehr stillgelegt.

#### Straßenverkehr
Frontenhausen liegt an den Staatsstraßen 2083 und 2111. Das Dorfzentrum ist etwa 15 Kilometer von den Autobahnanschlussstellen 19 (Dingolfing-Mitte) und 20 (Dingolfing-Ost) an der Bundesautobahn 92 entfernt, die Innenstadt von Landshut ist über die Staatsstraße 2054 etwa 34 Kilometer entfernt.

### Ansässige Unternehmen
- Bavarian Suncoast GbR (Herstellung und Vertrieb von Grill- und BBQ-Saucen)

### Bildung
- Kindergarten, Grund- und Mittelschule mit allgemein nutzbarer moderner Zweifachturnhalle
- Bürger- und Pflegeheim

## Persönlichkeiten

### Ehrenbürger
- Schwester M. Dentlina Kloh (* 1905; Ehrenbürgerin seit 1976)
- Karl Fleischberger (* 2. Oktober 1912; Ehrenbürger seit 1985; † 14. November 1999 in Frontenhausen)
- Heribert Niedermeier (23 Jahre Bürgermeister; Ehrenbürger seit 1993)
- Franz Xaver Niedermeier (* 1925; Ehrenbürger seit 2003 und Altbürgermeister von Rampoldstetten)

### Altbürgermeister
- Georg Retz

### Söhne und Töchter des Markts
- Konrad Hager (ca. 1475–1541), katholischer Pfarrer und Chorherr
- Christoph von Chlingensperg (1651–1720), Rechtsprofessor
- Michael Huber (1727–1804), Philologe, Literaturhistoriker, Schriftsteller, Professor in Leipzig
- Schwester M. Mechthildis (1797–1831)
- Josef Aigner (1846–1907), Reichstags- und Landtagsabgeordneter
- Wilhelm Friedrich Männer (1870–1923), Politiker (BBB)
- Robert Tischler (1885–1959), Chefarchitekt des Volksbundes Deutscher Kriegsgräberfürsorge (VDK)
- Franz Seraph Reicheneder (1905–1976), Pfarrer, Historiker und Heimatforscher
- Isabel Mühlfenzl (1927–2022), Fernsehjournalistin
- Willibald Leierseder (1930–2015), Priester
- Helmut Kästl (* 1934), Künstler

### Personen, die im Ort gewirkt haben
- Konrad IV. von Frontenhausen und Teisbach (* um 1170; † 8./9. April 1226 in Regensburg), Graf von Frontenhausen und Lechsgemünd, war von 1204 bis 1226 Bischof von Regensburg und ab 1205 Kanzler des Königs Philipp von Schwaben.
- Maximilian Prokop von Toerring-Jettenbach (1739–1789), Fürstbischof von Regensburg und Freising,  war von 1762 bis 1767 Pfarrer in Frontenhausen.